# Jonas Hector
Jonas Matthias Hector (sinh ngày 27 tháng 5 năm 1990) là một cầu thủ bóng đá chuyên nghiệp người Đức chơi ở vị trí hậu vệ trái cho câu lạc bộ 1. FC Koln.

## Sự nghiệp

### 1. FC Köln
Sau khi bắt đầu sự nghiệp của mình với câu lạc bộ SV Auersmacher tại quê nhà của anh ở Saarland, Hector chuyển đến 1. FC Köln vào năm 2010. Anh được ra mắt trong trận đầu tiên của mình tại DFB-Pokal gặp SpVgg Unterhaching vào ngày 1 tháng 8 năm 2012. Vào ngày 27 tháng 8, anh đã có trận đấu đầu tiên chính thức cho Koln gặp FC Erzgebirge Aue.

## Thống kê sự nghiệp

### Câu lạc bộ
Tính đến 13 tháng 7 năm 2020
| Câu lạc bộ     | Mùa giải       | Giải vô địch quốc gia | Giải vô địch quốc gia | Giải vô địch quốc gia | Cúp quốc gia | Cúp quốc gia | Châu Âu | Châu Âu | Tổng cộng | Tổng cộng |
| Câu lạc bộ     | Mùa giải       | Hạng                  | Trận                  | Bàn                   | Trận         | Bàn          | Trận    | Bàn     | Trận      | Bàn       |
| -------------- | -------------- | --------------------- | --------------------- | --------------------- | ------------ | ------------ | ------- | ------- | --------- | --------- |
| SV Auersmacher | 2009–10        | Oberliga Südwest      | 34                    | 9                     | —            | —            | —       | —       | 34        | 9         |
| 1. FC Köln II  | 2010–11        | Regionalliga West     | 31                    | 5                     | —            | —            | —       | —       | 31        | 5         |
| 1. FC Köln II  | 2011–12        | Regionalliga West     | 30                    | 0                     | —            | —            | —       | —       | 30        | 0         |
| 1. FC Köln II  | 2012–13        | Regionalliga West     | 2                     | 0                     | —            | —            | —       | —       | 2         | 0         |
| 1. FC Köln II  | Tổng cộng      | Tổng cộng             | 63                    | 5                     | —            | —            | —       | —       | 63        | 5         |
| 1. FC Köln     | 2012–13        | 2. Bundesliga         | 24                    | 0                     | 2            | 0            | —       | —       | 26        | 0         |
| 1. FC Köln     | 2013–14        | 2. Bundesliga         | 33                    | 2                     | 3            | 0            | —       | —       | 36        | 2         |
| 1. FC Köln     | 2014–15        | Bundesliga            | 33                    | 2                     | 3            | 0            | —       | —       | 36        | 2         |
| 1. FC Köln     | 2015–16        | Bundesliga            | 32                    | 0                     | 2            | 0            | —       | —       | 34        | 0         |
| 1. FC Köln     | 2016–17        | Bundesliga            | 33                    | 1                     | 3            | 0            | —       | —       | 36        | 1         |
| 1. FC Köln     | 2017–18        | Bundesliga            | 20                    | 2                     | 1            | 0            | 1       | 0       | 22        | 2         |
| 1. FC Köln     | 2018–19        | 2. Bundesliga         | 29                    | 6                     | 2            | 0            | —       | —       | 31        | 6         |
| 1. FC Köln     | 2019–20        | Bundesliga            | 29                    | 4                     | 2            | 1            | —       | —       | 31        | 5         |
| 1. FC Köln     | Tổng cộng      | Tổng cộng             | 233                   | 17                    | 18           | 1            | 1       | 0       | 252       | 18        |
| Tổng sự nghiệp | Tổng sự nghiệp | Tổng sự nghiệp        | 330                   | 31                    | 18           | 1            | 1       | 0       | 349       | 32        |

### Quốc tế
Tính đến 19 tháng 11 năm 2019
| Đội tuyển quốc gia | Năm       | Trận | Bàn |
| ------------------ | --------- | ---- | --- |
| Đức                | 2014      | 1    | 0   |
| Đức                | 2015      | 9    | 0   |
| Đức                | 2016      | 15   | 3   |
| Đức                | 2017      | 10   | 0   |
| Đức                | 2018      | 7    | 0   |
| Đức                | 2019      | 1    | 0   |
| Tổng cộng          | Tổng cộng | 43   | 3   |

#### Bàn thắng quốc tế
Tính đến 19 tháng 11 năm 2019
| # | Ngày                 | Địa điểm                                        | Đối thủ    | Bàn thắng | Kết quả | Giải đấu                      |
| - | -------------------- | ----------------------------------------------- | ---------- | --------- | ------- | ----------------------------- |
| 1 | 29 tháng 3 năm 2016  | Allianz Arena, Munich, Đức                      | Ý          | 3–0       | 4–1     | Giao hữu                      |
| 2 | 11 tháng 11 năm 2016 | Sân vận động San Marino, Serravalle, San Marino | San Marino | 3–0       | 8–0     | Vòng loại FIFA World Cup 2018 |
| 3 | 11 tháng 11 năm 2016 | Sân vận động San Marino, Serravalle, San Marino | San Marino | 5–0       | 8–0     | Vòng loại FIFA World Cup 2018 |